# Europese vakbondsfederatie voor textiel, kleding en leder
De Europese vakbondsfederatie voor textiel, kleding en leder was een Europese vakbondsfederatie.

## Historiek
De organisatie werd opgericht in 1963 onder de naam Comité syndical européen textile et habillement, later werd de naam gewijzigd in European Regional Organization of International Textile, Garment and Leather Workers' Federation en op 24 maart 1975 in European Trade Union Federation - Textiles Clothing and Leather (ETUF:TCL).
Op 16 mei 2012 fuseerde de ETUF:TCL met de Europese Federatie voor Werknemers in de Mijnbouw, Chemie en Energiesector (EMCEF) en de Europese Metaalbond (EMB) tot IndustriAll-EVV. De ETUF:TCL verenigde op dat moment 70 vakbonden en vakcentrales die de belangen van werknemers in de kledingverkoop en -productie in 4O Europese landen behartigden.

## Structuur

### Bestuur
De laatste voorzitter was Valeria Fedeli en de laatste algemeen-secretaris was Luc Triangle. De hoofdzetel was gelegen in Brussel.
| Periode     | Voorzitter     |
| ----------- | -------------- |
| …           |                |
| 2001 - 2012 | Valeria Fedeli |

| Periode     | Algemeen secretaris |
| ----------- | ------------------- |
| …           |                     |
| 1991 - 2011 | Patrick Itschert    |
| 2011 - 2012 | Luc Triangle        |

## Aangesloten vakbonden en vakcentrales
Voor België waren de ABVV-centrales TKD en de Algemene Centrale aangesloten. Voor het ACV waren dit Metea en LBC-NVK. Daarnaast was ook de ACLVB lid. Voor Nederland waren dit respectievelijk FNV Bondgenoten en CNV Vakmensen.
Gerelateerde onderwerpen: Vakbond · Vakcentrale · Syndicalisme · Sociale zekerheid · Arbeid · Werkloosheid